# 绿喉芒果蜂鸟
绿喉芒果蜂鸟（学名：Anthracothorax viridigula），是雨燕目蜂鸟科的一种鸟类。
绿喉芒果蜂鸟体重约7.5克，翼长约69.1毫米，嘴峰长约32毫米，喙宽度约3毫米，喙厚度约2.7毫米，跗蹠长约5.8毫米，尾长约38.6毫米。绿喉芒果蜂鸟在其分布区内为留鸟，其栖息在半开放的中等高度的林地中，食性为草食性，主要食物来源是植物的花蜜。
绿喉芒果蜂鸟分布于委内瑞拉东北部至圭亚那和巴西北部以及特立尼达岛。该物种是单型物种，没有亚种分化。